# Cheslin Kolbe
Cheslin Kolbe (28 de outubro de 1993) é um jogador de rugby sevens sul-africano, medalhista olímpico e campeão da Copa do Mundo de Rugby Union.

## Carreira
Cheslin Kolbe integrou o elenco da Seleção Sul-Africana de Rugbi de Sevens, na Rio 2016, conquistando a medalha de bronze.